# Stipa pennata
Il lino delle fate piumoso (Stipa pennata L., 1753) è una pianta angiosperma monocotiledone appartenente alla famiglia delle Poacee (o Gramineae, nom. cons.).

## Etimologia
L'etimologia del nome generico (Stipa) deriva da una parola greca il cui significato è "stoppa, lino, fibra, cordame" in riferimento alle infiorescenze piumose o plumose di alcune specie di questo genere. L'epiteto specifico (pennata) significa "piuma o penna" e fa riferimento alla particolare infiorescenza piumata.
Il nome scientifico della specie è stato definito da Linneo (1707 – 1778), biologo svedese considerato il padre della moderna classificazione scientifica degli organismi viventi, nella pubblicazione "Species Plantarum" (Sp. Pl. 1: 78) del 1753.

## Descrizione

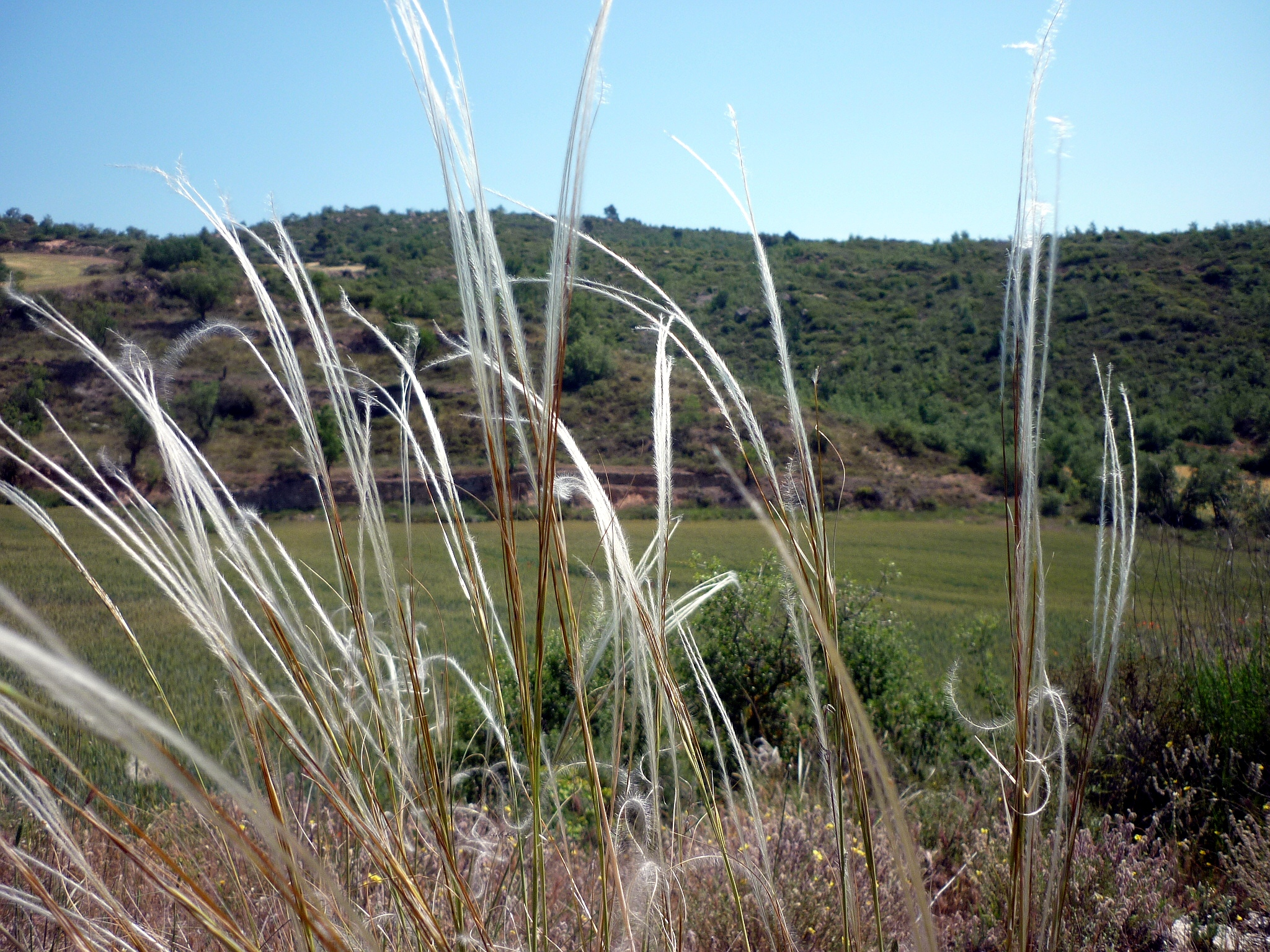
Il portamento

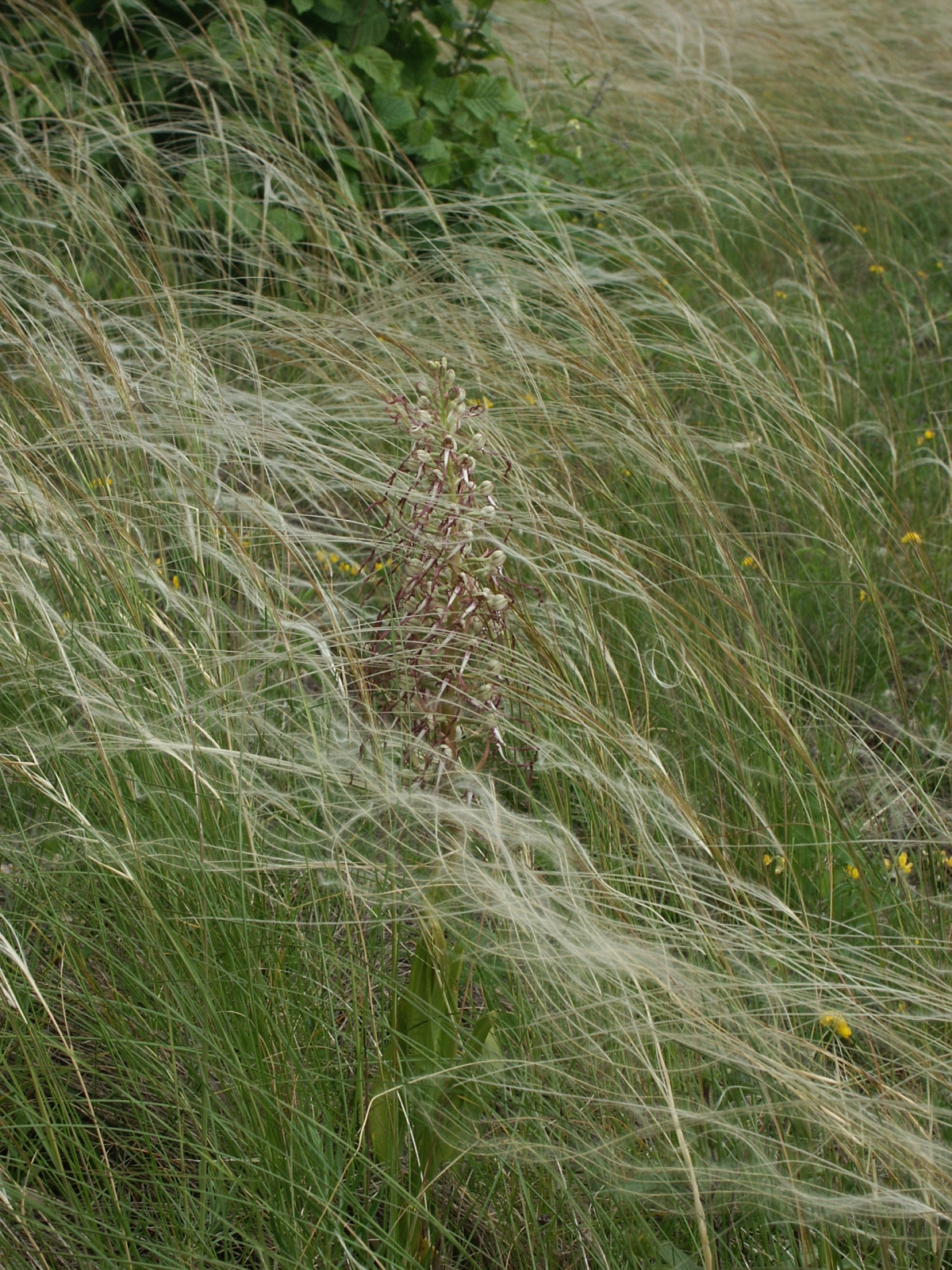
Le foglie

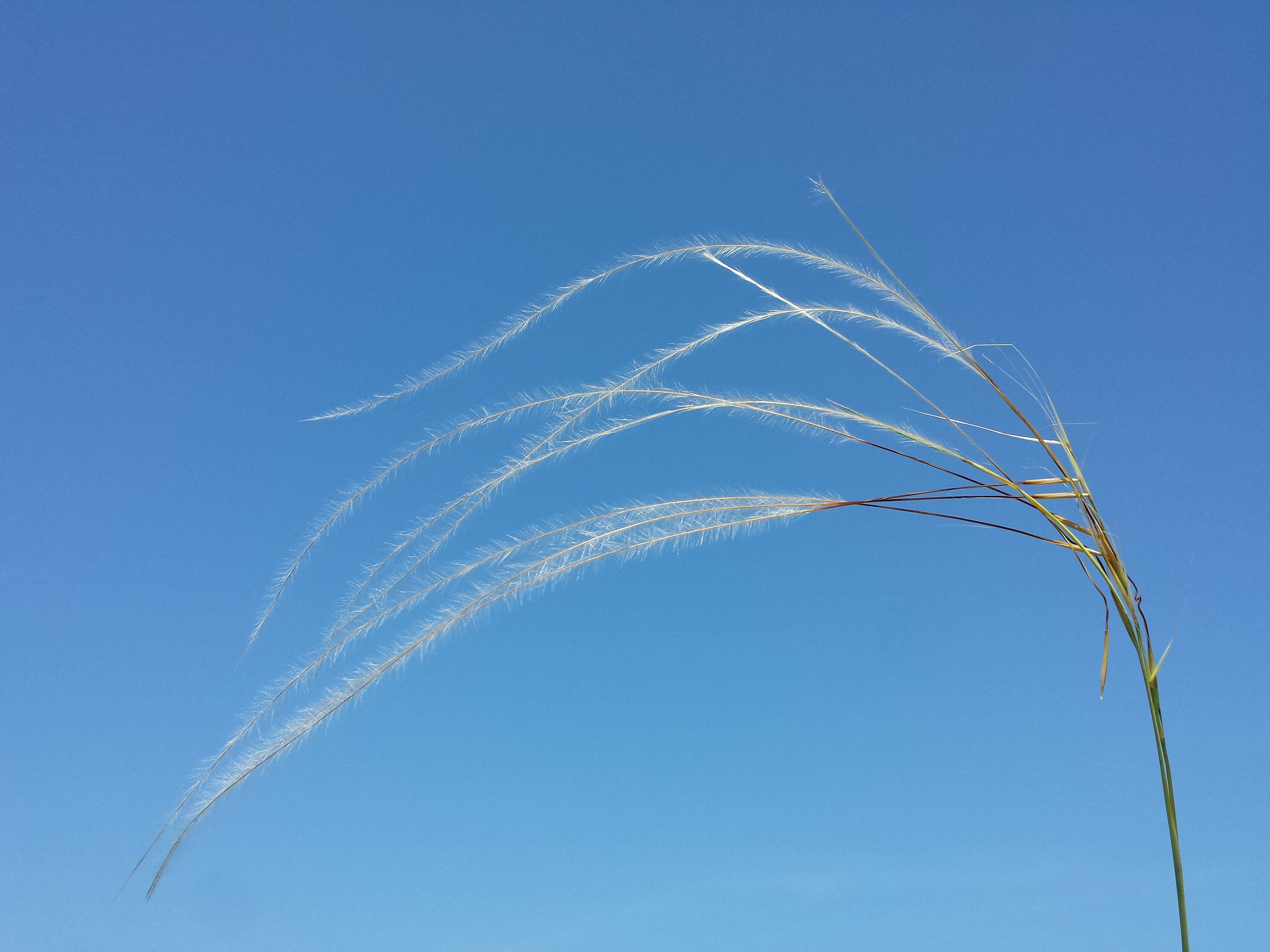
Infiorescenza

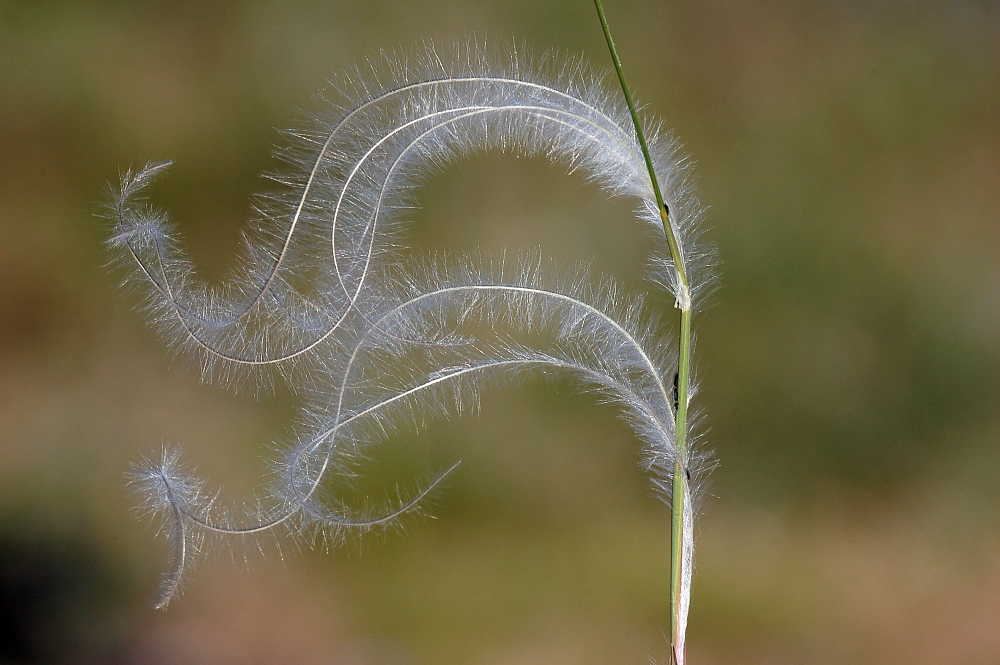
Spighette

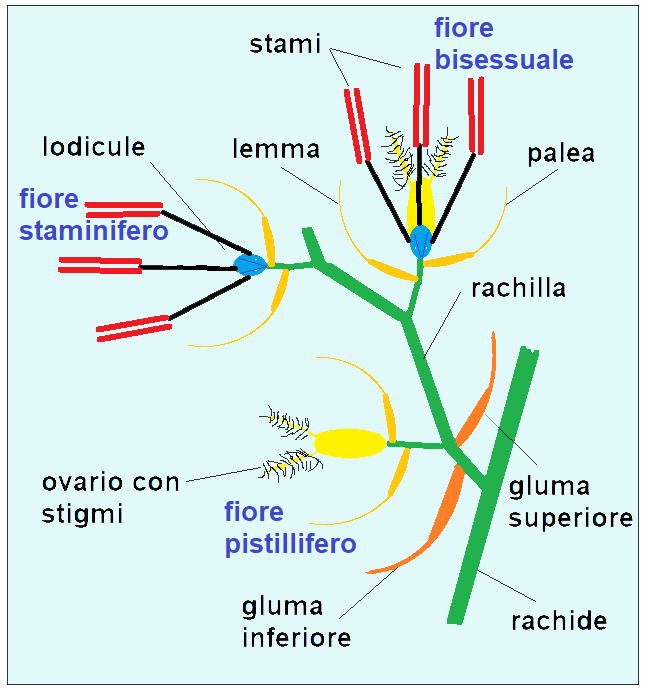
Spighetta generica con tre fiori diversi

Queste piante arrivano ad una altezza di 4 - 8 dm. La forma biologica è emicriptofita cespitosa (H caesp), sono piante erbacee densamente cespugliose, perenni, con gemme svernanti al livello del suolo e protette dalla lettiera o dalla neve e presentano ciuffi fitti di foglie che si dipartono dal suolo.

### Radici
Le radici sono secondarie e fascicolate da rizoma.

### Fusto
La parte aerea del fusto è eretta (spesso incurvata all'apice), rigida. Alla base è avvolta da fibre biancastre. I culmi in genere hanno 5 nodi.

### Foglie

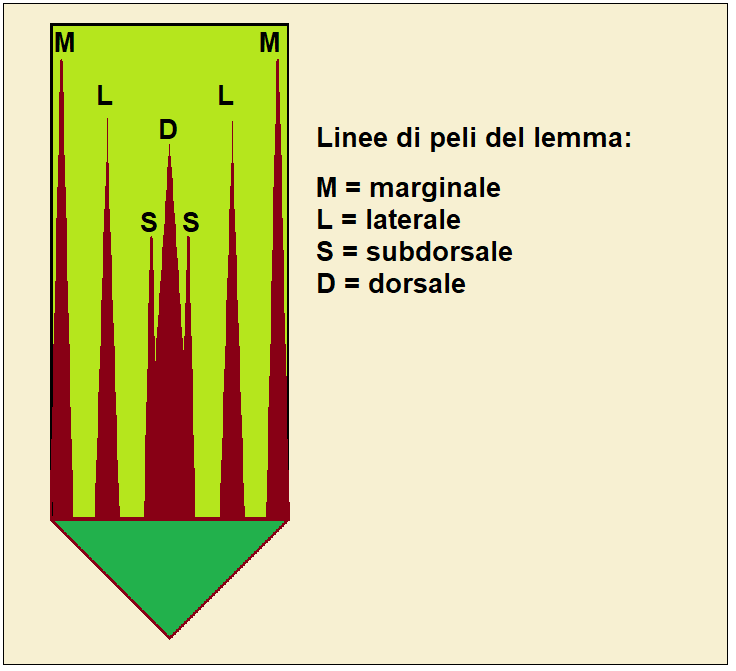
Linee dei peli del lemma

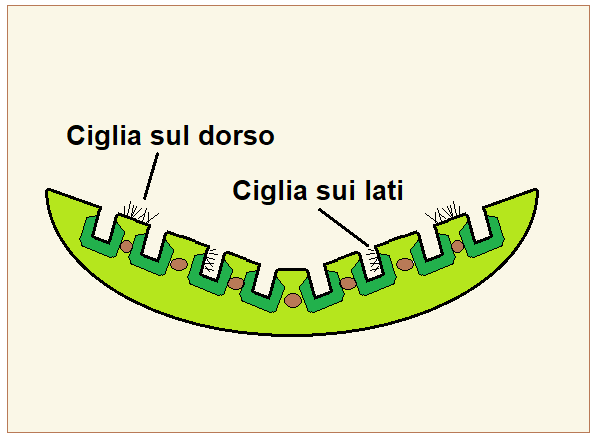
Sezione trasversale della lamina fogliare

Le foglie lungo il culmo sono disposte in modo alterno, sono distiche e si originano dai vari nodi. Sono composte da una guaina, una ligula e una lamina. Le venature sono parallelinervie. Non sono presenti i pseudopiccioli e, nell'epidermide delle foglia, le papille.
- Guaina: la guaina, più lunga degli internodi, è abbracciante il fusto e priva di auricole.
- Ligula: la ligula è breve o subnulla.
- Lamina: la lamina, generalmente glaucescente e conduplicata, ha delle forme sottili. In sezione trasversale, sulla faccia inferiore, è presente uno strato continuo di sclerenchima che sulla faccia superiore si riduce a 2 - 3 costole quasi quadrate; la pelosità è solamente nei solchi tra le costole. Larghezza delle foglie: 2,3 - 2,5 mm.

### Infiorescenza
Infiorescenza principale (sinfiorescenza o semplicemente spiga): le infiorescenze, formate da alcune spighette (9 - 12), hanno la forma di una pannocchia lineare, breve e stretta. La fillotassi dell'inflorescenza inizialmente è a due livelli, anche se le successive ramificazioni la fa apparire a spirale. Lunghezza della pannocchia: 9 – 15 cm.

### Spighetta
Infiorescenza secondaria (o spighetta): le spighette, con forme lanceolate e affusolate, sottese da due brattee distiche e strettamente sovrapposte chiamate glume (inferiore e superiore), sono formate da un fiore. Possono essere presenti dei fiori sterili (ridotto ad un corpo clavato); in questo caso sono in posizione distale rispetto a quelli fertili. Alla base di ogni fiore sono presenti due brattee: la palea e il lemma. La disarticolazione avviene con la rottura della rachilla sotto il fiore fertile.
- Glume: le glume, poco disuguali, con forme strettamente lanceolate, sono aristate. Lunghezza della parte laminare: 1,5 - 3 mm. Lunghezza della resta: come la parte laminare.
- Palea: la palea è un profillo lungo quanto il lemma con alcune venature.
- Lemma: il lemma può avere una linea dorsale oppure no ed è sormontato da una resta flessuose e ricurva, piumosa, di un bianco niveo. La superficie superiore è ricoperta da 7 linee di peli. Lunghezza del lemma: 1,5 - 2 mm. Lunghezza delle reste: 20 - 30 cm.

### Fiore
I fiori fertili sono attinomorfi formati da 3 verticilli: perianzio ridotto, androceo  e gineceo.
- Formula fiorale:[7]

- , P 2, A (1-)3(-6), G (2–3) supero, cariosside.

- Il perianzio è ridotto e formato da tre lodicule, delle squame traslucide, poco visibili (forse relitto di un verticillo di 3 sepali). Le lodicule sono membranose e non vascolarizzate.

- L'androceo è composto da 3 stami ognuno con un breve filamento libero, una antera sagittata e due teche. Le antere sono basifisse con deiscenza laterale. Il polline è monoporato.

- Il gineceo è composto da 3-(2) carpelli connati formanti un ovario supero. L'ovario, glabro, ha un solo loculo con un solo ovulo subapicale (o quasi basale). L'ovulo è anfitropo e semianatropo e tenuinucellato o crassinucellato. Lo stilo, breve, è unico con due (o tre) stigmi papillosi e distinti.

### Frutti
I frutti sono del tipo cariosside, ossia sono dei piccoli chicchi indeiscenti, con forme ovoidali, nei quali il pericarpo è formato da una sottile parete che circonda il singolo seme. In particolare il pericarpo è fuso al seme ed è aderente. L'endocarpo non è indurito e l'ilo è lungo e lineare. L'embrione è piccolo e provvisto di epiblasto ha un solo cotiledone altamente modificato (scutello senza fessura) in posizione laterale. I margini embrionali della foglia non si sovrappongono.

## Biologia
Come gran parte delle Poaceae, le specie di questo genere si riproducono per impollinazione anemogama. Gli stigmi più o meno piumosi sono una caratteristica importante per catturare meglio il polline aereo. 
La dispersione dei semi avviene inizialmente a opera del vento (dispersione anemocora) e una volta giunti a terra grazie all'azione di insetti come le formiche (mirmecoria).

## Tassonomia
La famiglia delle Poacee comprende circa 800 generi e oltre 9.000 specie. È una delle famiglie più numerose e più importanti del gruppo delle monocotiledoni. La famiglia è suddivisa in 12 sottofamiglie, il genere Stipa fa parte della sottofamiglia Pooideae, tribù Stipeae.

### Filogenesi
Il genere Stipa fa parte della supertribù Stipodae L. Liu, 1980 (tribù Stipeae, Clade I Eurasiatico). La supertribù Stipodae è il quarto nodo della sottofamiglia Pooideae ad essersi evoluto (gli altri tre sono la tribù Brachyelytreae, e le supertribù Nardodae e Melicodae).
Stipa pennata fa parte del Gruppo di Stipa pennata; un gruppo polimorfo costituito da diverse specie che si distinguono soprattutto per la pelosità delle foglie e dei lemmi. I caratteri principali del gruppo sono: il portamento è densamente cespuglioso con culmi eretti (alla base sono avvolti da fibre biancastre); le foglie sono rigide (hanno uno strato continuo di sclerenchima sulla faccia inferiore) con lamina sottile e conduplicata; la ligula è breve o quasi nulla; le pannocchie hanno delle forme lineari e sono pauciflore; le spighette hanno un solo fiore; le glume sono diseguali con reste; i lemmi hanno delle lunghe reste piumose (20 – 30 cm). Gli habitat tipici per queste specie sono i prati aridi steppici.
Nella flora spontanea italiana, oltre a S. pennata, il gruppo è formato dalle seguenti specie:
- Stipa austroitalica Martinovský
- Stipa joannis Celak.
- Stipa pulcherrima K. Koch
- Stipa tirsa Steven

Il numero cromosomico di S. pennata è: 2n = 44.

### Sinonimi
Questa entità ha avuto nel tempo diverse nomenclature. L'elenco seguente indica alcuni tra i sinonimi più frequenti:
- Aristida pennata  var. rigida Roshev.
- Stipa anomala P.A.Smirn. ex Roshev.
- Stipa anomala P.A. Smirn.
- Stipa appendiculata Celak.
- Stipa austriaca (Beck) Klokov
- Stipa austroitalica subsp. appendiculata (Celak.) Moraldo
- Stipa austroitalica'  var. appendiculata (Celak.) Martinovský
- Stipa balcanica (Martinovský) Kouharov
- Stipa borysthenica Prokudin
- Stipa borysthenica subsp. germanica (Erdtman) Martinovský & Rausch
- Stipa borysthenica  var. germanica (Endtm.) Dengler
- Stipa disjuncta Klokov
- Stipa dvorakii (Martinovský & Moraldo) Landolt
- Stipa eriocaulis Borbás
- Stipa eriocaulis subsp. dvorakii (Martinovský & Moraldo) Moraldo & Ricceri
- Stipa eriocaulis subsp. kiemii (Martinovský) Tzvelev
- Stipa eriocaulis subsp. lithophila (P.A.Smirn.) Tzvelev
- Stipa eriocaulis subsp. lutetiana H.Scholz
- Stipa gallica (Steven) Celak.
- Stipa germanica (Endtm.) Klokov
- Stipa graniticola Klokov
- Stipa iberica f. laevis Martinovský
- Stipa iberica  var. pygmaea Martinovský
- Stipa joannis Čelak.
- Stipa joannis subsp. balcanica Martinovský
- Stipa joannis subsp. germanica Endtm.
- Stipa joannis f. okensis P.A.Smirn.
- Stipa joannis subsp. sabulosa (Pacz.) Lavrenko
- Stipa lejophylla P.A.Smirn.
- Stipa lithophila P.A.Smirn. ex Roshev.
- Stipa mediterranea subsp. gallica (Čelak.) Asch. & Graebn.
- Stipa oligotricha Moraldo
- Stipa oligotricha subsp. kiemii (Martinovský) Moraldo
- Stipa pennata  var. anomala (P.A.Smirn.) Tzvelev
- Stipa pennata  var. appendiculata Celak.
- Stipa pennata  var. appendiculata Čelak.
- Stipa pennata  var. austriaca Beck
- Stipa pennata subsp. dvorakii Martinovský & Moraldo
- Stipa pennata  var. gallica Steven
- Stipa pennata f. gallica (Steven) Brand
- Stipa pennata subsp. joannis (Čelak.) Pacz.
- Stipa pennata  var. joannis (Čelak.) Asch. & Graebn.
- Stipa pennata subsp. lejophylla (P.A.Smirn.) Tzvelev
- Stipa pennata subsp. lithophila (P.A.Smirn.) Martinovský
- Stipa pennata  var. okensis (P.A.Smirn.) Tzvelev
- Stipa pennata f. penicillifera Pacz.
- Stipa pennata  var. rigida (Roshev.) Tzvelev
- Stipa pennata f. sabulosa Pacz.
- Stipa pennata subsp. sabulosa (Pacz.) Tzvelev
- Stipa pulcherrima  var. austriaca (Beck) Podp.
- Stipa pulcherrima  var. gallica (Steven) Podp.
- Stipa sabulosa (Pacz.) Sljuss.
- Stipa sabulosa subsp. germanica (Endtm.) Martinovský Rauschert
- Stipa tauricola Celak.
- Stipa veneta Moraldo
- Stipa vulgaris Gueldenst.